# علی میری (وزنه‌بردار)
علی میری (زاده ۱ اوت ۱۹۹۵) یک وزنه‌بردار ایرانی است که در مسابقات قهرمانی آسیا نینگبو ۲۰۱۹ موفق به کسب مدال نقره شد.
وی در مسابقات قهرمانی جهان ۲۰۱۹ موفق به کسب مدال برنز دوضرب و مدال نقره مجموع در دسته ۸۹ کیلوگرم شد.

## نتایج
| سال                 | مکان                         | وزن          | یک‌ضرب (کیلوگرم) | یک‌ضرب (کیلوگرم) | یک‌ضرب (کیلوگرم) | یک‌ضرب (کیلوگرم) | دوضرب (کیلوگرم) | دوضرب (کیلوگرم) | دوضرب (کیلوگرم) | دوضرب (کیلوگرم) | مجموع        | رتبه         |
| سال                 | مکان                         | وزن          | ۱               | ۲               | ۳               | رتبه            | ۱               | ۲               | ۳               | رتبه            | مجموع        | رتبه         |
| قهرمانی جهان        | قهرمانی جهان                 | قهرمانی جهان | قهرمانی جهان    | قهرمانی جهان    | قهرمانی جهان    | قهرمانی جهان    | قهرمانی جهان    | قهرمانی جهان    | قهرمانی جهان    | قهرمانی جهان    | قهرمانی جهان | قهرمانی جهان |
| ------------------- | ---------------------------- | ------------ | --------------- | --------------- | --------------- | --------------- | --------------- | --------------- | --------------- | --------------- | ------------ | ------------ |
| ۲۰۱۷                | آناهایم، ایالات متحده آمریکا | ۸۵ کیلوگرم   | 155             | 155             | 155             | 7               | 193             | 201             | ۲۰۱             | ۶               | ۳۴۸          | ۷            |
| ۲۰۱۹                | پاتایا، تایلند               | ۸۹ کیلوگرم   | 160             | 165             | 167             | 5               | 202             | 207             | 210             | 3               | 374          | 2            |
| قهرمانی آسیا        |                              |              |                 |                 |                 |                 |                 |                 |                 |                 |              |              |
| 2015                | استان پوکت، تایلند           | ۷۷ کیلوگرم   | 152             | 152             | 156             | 6               | 178             | 186             | ۱۸۷             | ۸               | ۳۳۰          | ۷            |
| 2016                | تاشکند، ازبکستان             | ۷۷ کیلوگرم   | 146             | 151             | 156             | 5               | 180             | 180             | ۱۸۰             | --              | --           | --           |
| ۲۰۱۹                | نانگبو، چین                  | ۸۹ کیلوگرم   | 155             | 155             | 161             | 3               | 195             | 200             | 205             | 2               | 366          | 2            |
| قهرمانی جوانان جهان |                              |              |                 |                 |                 |                 |                 |                 |                 |                 |              |              |
| ۲۰۱۵                | وروتسواف، لهستان             | ۷۷ کیلوگرم   | 147             | 150             | 154             | 2               | 178             | 182             | 190             | 1               | 332          | 2            |

## خداحافظی
علی میری با انتشار متنی در اینستاگرام در روز ۱۹ اردیبهشت با انتقاد از بی‌توجهی‌ها از دنیای قهرمانی وزنه‌برداری خداحافظی کرد.
میری در گفت‌وگویی اینستاگرامی عملکرد و بی‌توجهی رئیس هیئت وزنه‌برداری آذربایجان‌غربی را دلیل خداحافظی‌اش عنوان کرد. .